# Bergs kommun, Østfold
Bergs kommun (norska: Berg kommune) var en kommun i Østfold fylke i sydöstra Norge. Kommunen omfattade den norra delen av nuvarande Haldens kommun (landsbygden norr om staden Halden).

## Administrativ historik
Bergs kommun upprättades den 1 januari 1838 (som Berg formannskapsdistrikt) när Formannskapslovene från 1837 trädde i kraft.
Mellan 1864 och 1950 genomfördes ett antal gränsregleringar där olika områden successivt fördes över från Bergs kommun till den angränsande stadskommunen Halden:
- 1 januari 1864: bebott område (550 invånare)
- 1 januari 1909: bebott område (55 invånare)
- 1936: bebott område (218 invånare)
- 1950: bebott område (277 invånare)

Den 1 januari 1967 gick den återstående delen av Bergs kommun i sin helhet upp i Haldens kommun. Kommunens hade då 9 673 invånare.